# Sân bay Igarka
Sân bay Igarka (IATA: IAA, ICAO: UOII) là một sân bay ở vùng Krasnoyarsk, Nga, cách Igarka 3 km về phía nam. Nó có thể phục vụ các máy bay cỡ trung bình.

## Hãng hàng không và điểm đến
| Hãng hàng không   | Các điểm đến                      |
| ----------------- | --------------------------------- |
| Aeroflot          | Krasnoyarsk–Yemelyanovo           |
| Angara Airlines   | Novosibirsk                       |
| Azur Air          | Krasnoyarsk–Yemelyanovo           |
| KrasAvia          | Krasnoyarsk–Cheremshanka, Norilsk |
| NordStar          | Krasnoyarsk–Yemelyanovo           |
| Turukhan Airlines | Svetlogorsk, Turukhansk           |

## Tai nạn và sự cố
- Vào ngày 3 tháng 8 năm 2010, chuyến bay 9375 của Katekavia đã gặp tai nạn khi đáp xuống Igarka, khiến 12 người thiệt mạng.